# Vicaría

Cuadro La Vicaría, de Mariano Fortuny (1870), donde se representa la firma de un contrato matrimonial.

Una vicaría o vicariato es la oficina o despacho donde trabaja un vicario y sus ayudantes. También se llama así al territorio de su jurisdicción.
En sus orígenes —en tiempos de la Antigua Roma— una vicaría era un tribunal de justicia eclesiástico, que tenía a su frente a un vicario.
Existen en la actualidad varios tipos de vicaría:
- Vicaría general: su ámbito de jurisdicción se corresponde con el de la diócesis a la que pertenece, y está dirigida por un vicario general, en quien el obispo delega diversas funciones ordinarias.

- Vicaría episcopal (o territorial): una diócesis (dirigida por un obispo) se puede dividir en varias vicarías episcopales (dirigidas cada una por un vicario episcopal), que a su vez se dividen en arciprestazgos, y estos en parroquias. Una función habitual de estas vicarías es la tramitación y archivo de expedientes matrimoniales.
- Vicariato apostólico: un tipo de jurisdicción territorial de la Iglesia católica establecida en regiones de misión que aún no se han constituido como prelatura.

- Vicarías de otro tipo: judicial, de asuntos económicos, de enseñanza, de pastoral, etc. Se ocupan de un área específica del funcionamiento de una diócesis u otro estamento religioso.